# Champagnac-la-Noaille
Champagnac-la-Noaille là một xã thuộc tỉnh Corrèze trong vùng Nouvelle-Aquitaine miền trung Pháp.